# Hedging
Hedging – strategia zabezpieczająca przed nadmiernymi wahaniami cen papierów wartościowych, polegająca na doborze do portfela aktywów o przeciwnie skorelowanych trendach.

## Opis
Hedging stosowany jest w celu zabezpieczenia przed niekorzystną zmianą cen instrumentów finansowych lub aktywów trwałych.

### Metody zabezpieczenia
- Sprzedaż lub kupno kontraktu terminowego na dany instrument bazowy
- Zakup lub sprzedaż odpowiedniej opcji
- Wykorzystanie właściwego swapu

### Przykład
Producent stali zabezpiecza się przed spadkiem cen rynkowych zawierając kontrakty na spadek (zajmuje pozycję krótką w kontrakcie) – jeżeli cena rzeczywiście spadnie, to taniej będzie sprzedawał wyroby, ale część różnicy pokryje z zysku na kontraktach, w przeciwnym razie będzie sprzedawał produkty drożej, ponosząc tylko koszt kontraktów jako zabezpieczenia.